# 吳有禹
吳有禹，京劇鼓師，現任中國國家京劇院（2007年11月28日以前的中國京劇院）鼓師。
以他在京劇司鼓藝術上的成就獲評中國國家1級演奏員（獨奏演員）的正高級（相當教授；研究員的級別）職稱。
1956年到1962年間在中國戲曲學校（現在的中國戲曲學院和中國戲曲學院附中）音樂科學習京劇音樂藝術，跟白登雲（程硯秋生前的鼓師）、任子蘅、李瑞斌、裴世長（梅蘭芳生前的鼓師）、方富元等先生學打鼓。
畢業后分配到中國京劇院二團工作，得到白登雲先生更多教導。
1964年中華人民共和國全國京劇現代戲汇演，他擔任中國京劇院《紅色娘子軍》（田汉编剧）1劇的鼓師（職稱是指揮，鼓師；鼓佬是京劇樂隊的總指揮）。
現代京劇《紅色娘子軍》在文化大革命期間被列入第2批樣板戲，由梅蘭芳生前的學生杜近芳和馬連良生前的學生馮志孝（馮志效）擔任甲組（A組；1軍）主演，他以原創鼓師出任甲組鼓師，成蔭執導的電影版鼓師也是他；甲組和電影版琴師是萬瑞興。

## 外部連結
- 中國國家京劇院吳有禹網頁[永久]